# Mein Freund aus Faro
Mein Freund aus Faro ist ein deutscher Film aus dem Jahr 2008 von Nana Neul. Das Drehbuch entstand im Rahmen der Münchner Drehbuchwerkstatt. Die Regisseurin selbst beschrieb den Film als mögliche Vorgeschichte zu dem Oscar-prämierten Trans-Drama Boys Don’t Cry.

## Handlung
Die 22-jährige Melanie, „Mel“ genannt, arbeitet als Packerin in einer Catering-Fabrik am Flughafen und ist in ihrem provinziellen Heim nahe Münster, wo sie mit ihrem Vater und ihrem älteren Bruder wohnt, eher eine Außenseiterin. Als sie mit ihrem roten 70er-Jahre-BMW fast eine Anhalterin überfährt, verliebt sie sich in das junge Mädchen. Aufgrund ihrer kurzen Haare, der männlichen Kleidung und ihres burschikosen Auftretens wird Mel von der hübschen 14-jährigen Jenny und ihrer Freundin Bianca für einen Jungen gehalten. Mel klärt dieses Missverständnis nicht auf und nutzt die Gelegenheit, um dem attraktiven blonden Mädchen mit Schmollmund, das gerne Schauspielerin werden möchte, näherkommen zu können. Sie gibt sich bei Jenny und deren Freunden als „Miguel“ aus dem portugiesischen Faro aus. Beide verlieben sich schließlich ineinander.
Gleichzeitig beginnt Mel ein doppeltes Spiel mit ihrem Vater und Bruder zu spielen. Sie bezahlt ihren gutaussehenden portugiesischen Arbeitskollegen Nuno dafür, als ihr Freund zu agieren, um nicht mehr als Single zu gelten. Doch Mels Leben beginnt durch die zahlreichen Täuschungsmanöver um ihre Homosexualität immer problematischer zu werden. Nach einem Versuch, die Beziehung zu Jenny zu lösen, um sich ihr nicht offenbaren zu müssen, kündigt sie ihre Arbeit in der Fabrik und vertraut sich Jenny an. Diese ist  schockiert und wendet sich vorerst von ihr ab. Verzweifelt erzählt Jenny ihrer Freundin Bianca von Mels Schwindel, unter der Bedingung, dass sie es für sich behält. Doch diese hält ihr Versprechen nicht, so dass es bei einem letzten Treffen von Mel und Jenny zu einer Auseinandersetzung mit dem dazugestoßenen (Ex-)Freund Jennys und dessen Kumpel kommt.
Mel gelingt die Flucht. Sie verlässt daraufhin ihre Familie und Jenny mit den Worten, sie fahre nach Portugal. Der Film endet damit, dass sie eine Straße entlangfährt, an der Nuno auf sie wartet. Mel stoppt den Wagen.

## Produktion
Der Film wurde im Sommer 2007 primär in Greven, unter anderem am Flughafen Münster/Osnabrück, in den umliegenden Bauerschaften und im Hansaviertel, sowie in Münster und Billerbeck gedreht.

## Kritiken
Die deutsche Fachpresse lobte überwiegend die Inszenierung der Regisseurin und das Spiel der beiden jungen, im Kino noch wenig bis gar nicht erfahrenen Hauptdarstellerinnen. Die Schauspielführung Neuls sei sensibel, die Regisseurin verstehe es, über Nuancen Welten aufzuschlüsseln, so Julia Teichmann (film-dienst). „Von Lukas Moodyssons "Raus aus Åmål" bis zu Kimberly Peirces "Boys Don’t Cry" streift Neul Vorbilder und findet doch ihren ganz eigenen Weg für eine Liebesgeschichte zwischen Coming-Out und Coming-of-Age“, so Teichmann. Als einen Coming-of-Age- und keinen Coming-out-Film beschrieb Philipp Bühler (Berliner Zeitung) Mein Freund aus Faro, der zum klugen Geschlechterfilm „durch den Verzicht auf dramatische Überspitzungen und Eindeutigkeiten, den klaren Willen zur Indifferenz“ werde. Daniel Kothenschulte (Frankfurter Rundschau) zog Bezüge zum Märchenfilm und bekannten Regisseuren wie René Clair, Frank Borzage oder Walt Disney und prophezeite, dass die Regisseurin dem deutschen Film das zubringen werde, was diesem seit Rainer Werner Fassbinder abhandengekommen sei – „einen bedingungslosen Romantizismus“. „Das eigentliche Märchen, das Nana Neul hier wiedererzählt, ist natürlich "Die Schöne und das Tier". Sie hat das so klug getan und mit so zartfühlenden Dialogen, dass die Grenzen zwischen Märchen und Wirklichkeit fließend werden“, so Kothenschulte. Rüdiger Suchsland (Berliner Morgenpost) bescheinigte den beiden Hauptdarstellerinnen bestechende Auftritte und der Regisseurin einen unkonventionellen Heimatfilm: „Es geht darin auch um das Erwachsenwerden, um die Tristesse der Provinz, und Möglichkeiten, ihr zu entfliehen … Überzeugend und originell ist die Bildsprache, die sehr konsequent mit Farben arbeitet. Die Inszenierung ist präzis und in vielem mutig, wie auch die Entscheidung der Regisseurin, auf Klischees und überdeutliche Symbolik zu verzichten, manches im Vagen zu lassen.“

## Auszeichnungen
Der Film erhielt 2008 den Max-Ophüls-Preis für das Beste Drehbuch. Im selben Jahr wurde Mein Freund aus Faro mit dem Hauptpreis des Gay and Lesbian Film Festival im tschechischen Brünn ausgezeichnet und auf dem Internationalen Filmfestival von Karlovy Vary gezeigt. Nana Neul war für den Regie-Nachwuchspreis MFG-Star Baden-Baden 2008 nominiert.